# Винча (культура)

Распространение культуры Винча

Винча (Турдаш, Градешница) — северобалканская археологическая культура эпохи неолита, распространённая на территории современной Сербии, частично Болгарии, Косово, Македонии и Румынии (Старая Европа, 5700—4500 либо 5300 — 4700/4500 лет до н. э.).

## Исследования
Открыта в 1908 году сербским археологом Милое Васичем. Васич до конца дней был убеждён, что раскопал в Винче греческую колонию.
В 1961 году румынский археолог Н. Власса в трансильванском поселении культуры Винча-Турдаш Тэртерия обнаружил в яме с человеческими костями и антропоморфными статуэтками три маленькие глиняные обожжённые таблички с рисуночными знаками, напоминающими древнешумерскую пиктографическую письменность. В основании винчанских слоёв в Винче найдены кальцинированные кости, однако сосуд с барботинной орнаментацией мог относиться и к предыдущей культуре Старчево (Старчево-кришская культура).
В 2024 году археологи обнаружили в сербской провинции Воеводина поселение возрастом около 7 тысяч лет. Найденные при раскопках предметы указывают на связь поселения с культурой Винча.

## Название
Культура названа в честь первых находок в районе деревни Винча-Бело-Брдо возле города Винчи, в общине Гроцка близ Белграда.

## Распространение
Помимо территории Сербии, культура была распространена в Венгрии (Осентиван), Румынии (Турдаш) и Болгарии (Градешница). Иногда к Винче причисляют греческие находки в Димини.

## Поселения и жилища

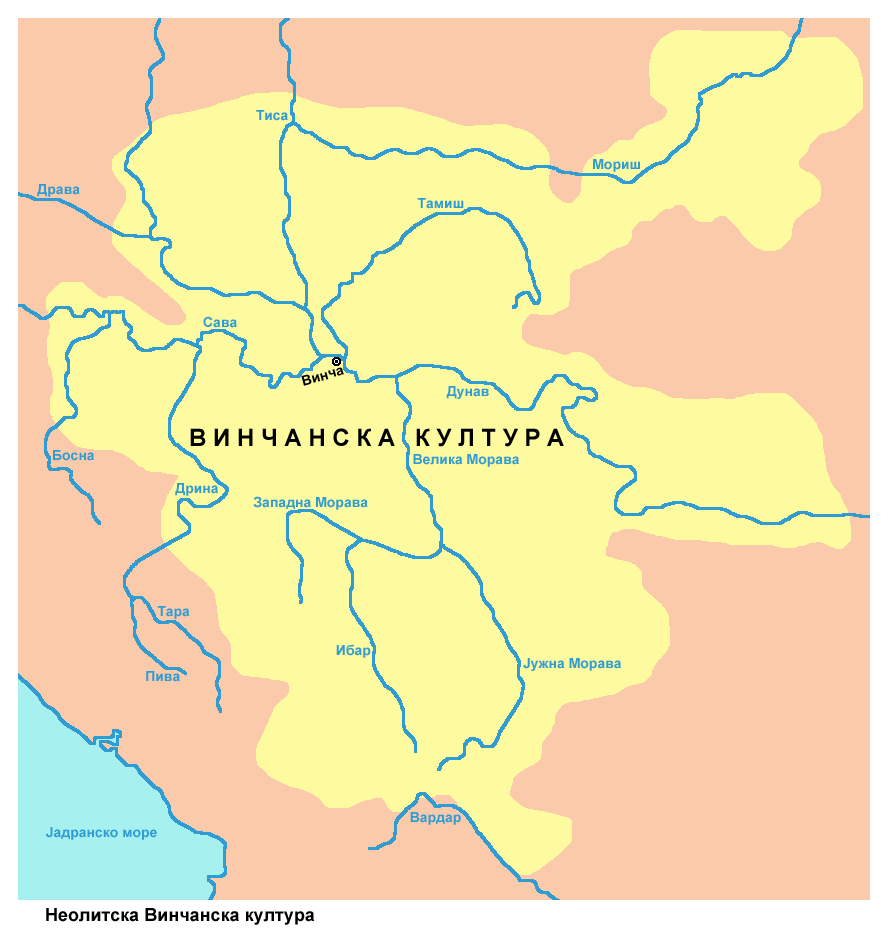

Поселения представлены землянками с глиняными печами. На поздней стадии встречаются укрепленные поселения, что связывают либо с войнами, либо с возросшей социальной дифференциацией. Появляются мегароны 3900-3600 гг. до н. э. Дома-мазанки с двускатными крышами насчитывали до пяти комнат, полы были деревянными. Над входом в дом укрепляли голову быка.

## Хозяйство
Основу хозяйства составляли земледелие и скотоводство (крупный рогатый скот, козы, свиньи). Скотоводы Винча были волопасами, что отличало их от скотодоводов Старчево.

## Технологии
От культуры Винчи сохранилась древнейшая металлодобывающая шахта Европы — Рудна-Глава. Носители Винчи были знакомы с плавкой меди, что позволяет отнести данную культуру к медному веку (энеолиту). На городище Винча в Плочнике были изготовлены самые ранние известные образцы медных орудий труда в мире. Однако люди из Винча-Плочника практиковали только раннюю и ограниченную форму металлургии.

## Протописьмо
Встречается керамика с пиктограммами (тэртерийские таблички, табличка из Градешницы, табличка из Диспилио и т. д.).

## Генетические связи
С появлением культуры Винча в Европе на Северных Балканах происходит распад Культурно-исторической общности линейно-ленточной керамики и исчезновение Старчево-Кришской культуры . По мнению археолога В. А. Сафронова, «совпадение ряда черт культуры Чатал-Хююка и культуры Винча настолько разительно, что, учитывая уникальность сравниваемых признаков из области духовной культуры, исключающих конвергентность, можно говорить о генетической связи Чатал-Хююка с Винчей». Основой для Винча называют культуру Фикиртепе.

## Палеогенетика
В человеческих останках культуры Винчи в четырёх исследованных образцах (Lipson et al., 2017) были выявлены Y-хромосомные гаплогруппы H2 и G2a2b2a1a. Также были обнаружены четыре разных линии мтДНК: K2a, H26, U2 и T2b. Все мужские и женские линии соответствуют характерным для европейских неолитических земледельцев.
У представителей культуры Винчи из Гомолавы (Хртковци, община Рума) определены митохондриальные гаплогруппы H, HV, K1a4 и Y-хромосомная гаплогруппа G2a (субклады G2a2a1, G2a2a1a).

## Контакты
Контактировала с культурой линейно-ленточной керамики, на границе с которой (территория современной Венгрии) сложилась гибридная культура Сакалхат.
Северо-западные популяции носителей Винча участвовали в формировании культуры Лендьела, восточные – Гумельницы. Культура Винча исчезает после 4300-4200 гг. до н. е. в результате упадка хозяйства, вызванного климатическими изменениями.

## Интересные факты
Характерная для культуры Винча терракотовая фигурка — «Богиня на троне» — изображена на гербе Приштины, столицы Косово.